# SCGB1C2
SCGB1C2 (англ. Secretoglobin family 1C member 2) – білок, який кодується однойменним геном, розташованим у людей на короткому плечі 17-ї хромосоми. Довжина поліпептидного ланцюга білка становить 95 амінокислот, а молекулярна маса — 10 457.
| 10         |  | 20         |  | 30         |  | 40         |  | 50         |
| ---------- |  | ---------- |  | ---------- |  | ---------- |  | ---------- |
| MKGSRALLLV |  | ALTLFCICRM |  | ATGEDNDEFF |  | MDFLQTLLVG |  | TPEELYEGTL |
| GKYNVNEDAK |  | AAMTELKSCR |  | DGLQPMHKAE |  | LVKLLVQVLG |  | SQDGA      |

A: Аланін

C: Цистеїн

D: Аспарагінова кислота

E: Глутамінова кислота

F: Фенілаланін

G: Гліцин

H: Гістидин

I: Ізолейцин

K: Лізин

L: Лейцин

M: Метіонін

N: Аспарагін

P: Пролін

Q: Глутамін

R: Аргінін

S: Серин

T: Треонін

V: Валін

Секретований назовні.